# Operación Ogro (película)
Operación Ogro (Ogro en Italia) es una película dirigida por Gillo Pontecorvo, coproducción hispano-italiana, estrenada en Italia en 28 de septiembre de 1979 y en España en 5 de abril de 1980 y basada libremente en el libro homónimo de la autora Eva Forest (como Julen Agirre).

## Argumento
La película muestra el asesinato del almirante Luis Carrero Blanco, presidente del gobierno español durante el franquismo, el 20 de diciembre de 1973, por parte de ETA, una organización terrorista que luchaba contra la dictadura y por la independencia del País Vasco de España. El plan fue ideado por cuatro hombres: Ezarra, el jefe, Txabi, Iker y Luken. Estos, bajo la apariencia de funcionarios bancarios, se instalaron en Madrid y estudiaron el plan, que en un primer momento implicaba el secuestro de Carrero Blanco, apodado Ogro, en la iglesia donde iba a misa todas las mañanas. Rehén de los secuestradores, el gobierno debía liberar a 150 presos políticos vascos a cambio de su liberación. 
El plan cambió cuando Carrero Blanco fue nombrado presidente del Gobierno: como las medidas de seguridad a su alrededor se habían multiplicado, se decidió eliminarlo. Los cuatro atacantes son descritos íntimamente por el director en sus pensamientos y actitudes durante los ocho meses que precedieron al atentado: meses en los que, en medio de mil dificultades, cavaron el largo túnel bajo la carretera por la que pasaría Carrero Blanco y que, lleno de dinamita, explotó, lanzando el coche del almirante al otro lado del edificio frente al que pasó.
El título hace referencia al nombre en clave con el que la organización ETA denominó la acción. 
La película fue seleccionada oficialmente para la clausura del Festival de Venecia. Declarada de "Especial Calidad" por la Dirección General de Cinematografía, obtuvo el premio David di Donatello a la mejor dirección.
La película se rodó en diversos lugares de la ciudad de Madrid y en el Gran Bilbao.

## Reparto
- Gian Maria Volonté: Izarra
- José Sacristán: Iker
- Ángela Molina: Amaiur
- Eusebio Poncela: Txabi
- Saverio Marconi: Luque
- Georges Staquet: El constructor
- Nicole García: Karmele
- Féodor Atkine: José María Uriarte (alias Yoseba)
- Estanis González: El portero
- Agapito Romo: Luis Carrero Blanco
- José Manuel Cervino: El lechero
- Ana Torrent:  chica vasca
- Luis Politti: El profesor

## Actores de doblaje españoles[7]
- Javier Dotù: Izarra
- María Luisa Rubio: Amaiur
- Juan Carlos Ordóñez: Luque
- Manuel Torremocha: El constructor
- Gloria Cámara: Karmele
- Eduardo Jover: José María Uriarte (alias Yoseba)
- Claudio Rodríguez: El portero
- Luis Gaspar: El lechero y periodista
- Ana Ángeles García:  chica vasca
- Juan Antonio Gálvez: El profesor y manifestante
- Ángel Egido: policía por teléfono
- Diego Martín: presentador TV
- José Luis Lespe: periodista
- Hipólito De Diego: policía por teléfono
- Eduardo Moreno: El sacerdote

## Producción
La escritura del guion de la película había comenzado cuatro años antes, pero debido a las indecisiones y dudas del propio Pontecorvo se encargó a dos autores diferentes para que la película se estrenara en los cines con un fuerte retraso respecto a los sucesos de 1973 relacionados con el atentado a Carrero Blanco. En 1976 la película aún se encontraba en fase de guion, basada en un libro que contenía una serie de entrevistas con los terroristas. El libro estaba a nombre de Julen Agirre (Operazione Ogro, Alfani editore), pero la verdadera autora, que había pasado tres años en las cárceles franquistas, era Eva Forest, que no apreciaba la película de Pontecorvo, acusándola de moderación.
Pontecorvo, en la trama de la película, inserta como una de las hipótesis posibles el hecho de que el atentado contara con el apoyo tácito de algunos sectores del partido franquista, en contraste con Ugo Pirro que quiso mantenerse fiel a lo que decían los propios atacantes. En ese mismo año, 1978 Aldo Moro fue secuestrado por las Brigadas Rojas italianas. Para retrasar aún más el estreno en cines, también existía el temor a la especulación política y a las comparaciones entre el terrorismo vasco y el italiano. Pontecorvo temía que la película pudiera aparecer como un respaldo tácito a la acción de las Brigadas Rojas.
Al respecto, Franco Cristaldi, productor de la película, dijo: "Recuerdo perfectamente la mañana en que estábamos hablando de la enésima revisión, y encendimos la radio escuchando a Moro. Y entonces yo, que en ese momento habría estrangulado a Gillo, inmediatamente le dije: "Y ahora explícame cómo hacemos una película sobre terrorismo, ¿qué hacemos con Ogro tres años después?". En 1976 Ogro habría sido una obra extraordinaria, valiente, en la que se decían cosas, mientras que en una situación política tan acalorada un retraso de tres años lo había cambiado todo. Fue concebida en el momento adecuado y apareció en la pantalla en el momento equivocado".

### El ataque
«... Al contrario de lo que sucedió en La batalla de Argel; allí todo era coral, aquí todo nacía dentro de cuatro retratos individuales". (Gillo Pontecorvo)  Pontecorvo nos habla de la formación política de los cuatro asaltantes de ETA y de la preparación del atentado, apegándose rígidamente a la verdad histórica. Los cuatro, educados en los valores de los separatistas por sacerdotes nacionalistas, se dividieron entonces sobre los métodos para lograr la libertad política.
En la conversación final de la película, el tema de la violencia política se debate entre Txabi, que persigue el sangriento mito de la soberanía popular perfecta y que en la España postfranquista seguirá siendo un terrorista en nombre de su fe política, y su amigo fraterno Ezarra que, a pesar de haber liderado la Operación Ogro, cree que la violencia solo puede justificarse para oponerse a la violencia de la dictadura. Pero eso se convierte en fanatismo cuando existen los instrumentos políticos democráticos para luchar, con valentía y paciencia, por la realización de los propios ideales.

## Acogida

### Crítica
La crítica ha valorado la obra de Pontecorvo de diversas maneras: los juicios se han dividido sobre la impronta política que el director suele dar a sus películas, que algunos consideran excesiva y sesgada. Para Giovanni Grazzini, "el éxito de la película depende de la síntesis entre las lecciones civiles y la tensión nerviosa, de la corrección del análisis psicológico y de la precisión de los ritmos. Los protagonistas no se comportan de manera diferente a los "hombres topo" que en tantas otras películas de aventuras preparan robos sensacionales mientras sus mujeres los ayudan ansiosamente, pero la dirección de Pontecorvo y la actuación de los actores (el jefe de equipo es Gian Maria Volonté, Angela Molina aumenta la emoción con el brillo de su hermoso rostro) tienen la sequedad desnuda del cine con clase".  por el contrario, para Tullio Kezich: «... En lugar de lidiar con una acción revolucionaria, los personajes parecen estar enfrascados en un debate; Y solo en la segunda parte, cuando la excavación del túnel fatal llega a su fin, hay momentos de auténtica tensión espectacular. Pero no tan intenso como para borrar el recuerdo de una tira cómica libertaria de hace treinta años: "Esta noche saldrá el sol de Houston».